# Fair Park
Fair Park – dawny tor Formuły 1 ulokowany w Dallas w Stanach Zjednoczonych. W 1984 roku odbyło się na nim Grand Prix Stanów Zjednoczonych, które wygrał Keke Rosberg z zespołu Williams.

## Zwycięzcy Grand Prix Stanów Zjednoczonych na torze Fair Park
| Rok  | Zwycięzca    | Konstruktor | Wyniki |
| ---- | ------------ | ----------- | ------ |
| 1984 | Keke Rosberg | Williams    | Wyniki |